# María Raevskaia-Ivanova
María Dmitreyevna Raevskaia-Ivanova (en ucraniano: Марія Дмитрівна Раєвська-Іванова; 1840, cerca de Gavrilovka, Gobernación de Járkov – octubre de 1912, en Járkov) era una pintora y profesora de arte ucraniana. En 1868, se convirtió en la primera mujer en el Imperio ruso en recibir el título de «Artista Libre» por la Academia Imperial de las Artes.

## Biografía
Nació en una familia de terratenientes y fue educada en casa. Luego, estudió en el extranjero durante cinco años en Francia, Italia y Dresde, asistiendo a cursos de etnología, arqueología, historia del arte y lingüística, además de sus clases regulares de arte.
Cuando regresó en 1868, aprobó el examen de «Artista Libre» en la Academia Imperial y, al año siguiente, se estableció en Járkov, donde abrió una escuela privada de dibujo y pintura que proporcionó alojamiento y comida gratis para los pobres. La escuela estuvo en funcionamiento durante veintisiete años y enseñó a aproximadamente 900 estudiantes. En 1896, se convirtió en una instalación pública, operada por la ciudad. Luego, en 1912, se convirtió en el «Colegio de Arte de Járkov», una escuela satélite de la Academia Imperial. Durante la era soviética era una escuela técnica y ahora se conoce como la «Academia Estatal de Diseño y Artes de Járkov». Además de su pintura y enseñanza, fue autora de numerosos artículos y folletos sobre instrucción artística, así como un libro de texto, «El ABC del dibujo para la familia y la escuela» (1879).

## Vida personal
Su esposo, Sergei Alexandrovich, también era maestro y sirvió en el Consejo de la Ciudad de Járkov. Su hijo, Alexander Sergeyevich, era ingeniero técnico que ayudó a diseñar varios tipos de locomotoras rusas.

## Galería
|                                                       |
| Academia Estatal de Diseño y Artes de Járkov en 2009. |

|                                                        |
| Paisaje Rural, una pintura de María Raevskaia-Ivanova. |